# Bischofsmais
Bischofsmais je obec v německé spolkové zemi Bavorsko, v zemském okrese Regen ve vládním obvodu Dolní Bavorsko. V roce 2022 zde žilo 3 307 obyvatel.

## Poloha
Obec leží 7 km na jih od města Regen. Další okolní obce jsou: Kirchberg im Wald (V), Lalling (JV), Schaufling (J) a Deggendorf (JZ), Grafling (Z) a Zachenberg (SZ).

Poloha obce na mapě okresu Regen

## Historie
V minulosti byl v Bischofsmaisu neprostupný les nazývaný Nortwald vykácen na pokyn pasovského biskupa, aby zde mohla být obdělávána půda. Tato praxe kácení byla tehdy označována jako maizzen. Z tohoto záměru vyplynulo též pojmenování oblasti jako "Bischofsmais". První historická zmínka o této obci pochází z roku 1136, kdy se poprvé objevila v listině pod jménem Perthold von Piscolfesmaez.
Bischofsmais ležel na staré obchodní stezce nazývané česká stezka (Böhmweg), kterou využívali putující obchodníci a kupci k výměně kožešin, obilí a hlavně soli mezi Bavorskem a Čechami. Tato stezka vedla z Deggendorfu přes Greising, Bischofsmais a Zwiesel až do Prahy.
V roce 1322 postavil mnich Hermann poblíž Bischofsmaisu klášter, kde vedl asketický život zřeknutí, pokání a rozjímání. Po jeho smrti v 18. století poutníci masově zamířili ke Svatému Hermanovi, což oživilo rozvoj obce. V roce 1864 však vesnici, včetně kostela, zničil požár, z něhož přežily pouze farářův dvůr a dva domy. Od té doby prošla obec mnoha změnami, včetně významných osobností. Dnes je Bischofsmais oblíbeným rekreačním místem s bohatou nabídkou volnočasových a sportovních aktivit.